# Tien dagen paniek
Tien dagen paniek is een hoorspel van James Follett. The Ten Day Terror was het eerste deel van de serie The War Behind The Wire en werd door de BBC uitgezonden op 5 september 1977. Het werd vertaald door Gerrit de Blaauw en de AVRO zond het uit op woensdag 15 oktober 1986, als eerste deel van de serie Oorlog achter prikkeldraad. De regisseur was Hero Muller. Het hoorspel duurde 47 minuten.

## Rolbezetting
- Pollo Hamburger (Klein)
- Lou Landré (Reising)
- Hans Karsenbarg (Memmers)
- Wim de Meyer (Brandt)
- Guus van der Made (de eerste wacht)
- Bart Römer (tweede wacht, Owen & een soldaat)
- Ben Hulsman (Kaumann)
- Onno Molenkamp (Darling)
- Hans Veerman (May)
- Marcel Maas (Jones)
- Paula Majoor (Brenda & mevrouw Morgan)
- Wik Jongsma (Thomas & een eerste politieman)
- Hans Hoekman (een dominee & tweede wacht)

## Inhoud
In maart 1945 ontsnapten niet minder dan 70 krijgsgevangenen door een tunnel uit het “Island Farm camp” in Zuid-Wales. Sergeant Bill May werd belast met de grootste mensenjacht die ooit in Groot-Brittannië werd georganiseerd. "Het trof me meteen dat die ontsnapping zeer professioneel was gebeurd,” zei hij. “Ze hadden perfect getekende kaarten van de kusten van Wales en Ierland…”